# Dia Europeu de les Víctimes del Terrorisme
El Dia Europeu de les Víctimes del Terrorisme és una jornada de commemoració per retre homenatge, amb l'objectiu d'establir lligams de germanor internacional, a eixes víctimes d'atrocitats comeses per actes de terrorisme arreu de la Unió Europea. Fon establert el 25 de març de 2005, amb pocs dies de diferència i específicament amb motiu de l'atemptat de Madrid de 2004, el més crític en la història d'Espanya i el més mortífer a Europa en el segle xxi.
Tanmateix, és un dia polèmic, puix que amb el pas dels anys no ha tingut repercussió en forma d'actes de reparació o de memòria històrica a escala europea més enllà d'Espanya. El poc impacte s'ha atribuït a l'heterogeneïtat cultural pel que fa a la sensibilitat de cada cultura, a un paper descontextualitzador i interessat de l'Associació de Víctimes del Terrorisme i, fet i fet, s'ha criticat àmpliament en el món acadèmic perquè condensa el calendari europeu amb jornades que desmereixen els processos de dol.

## Història

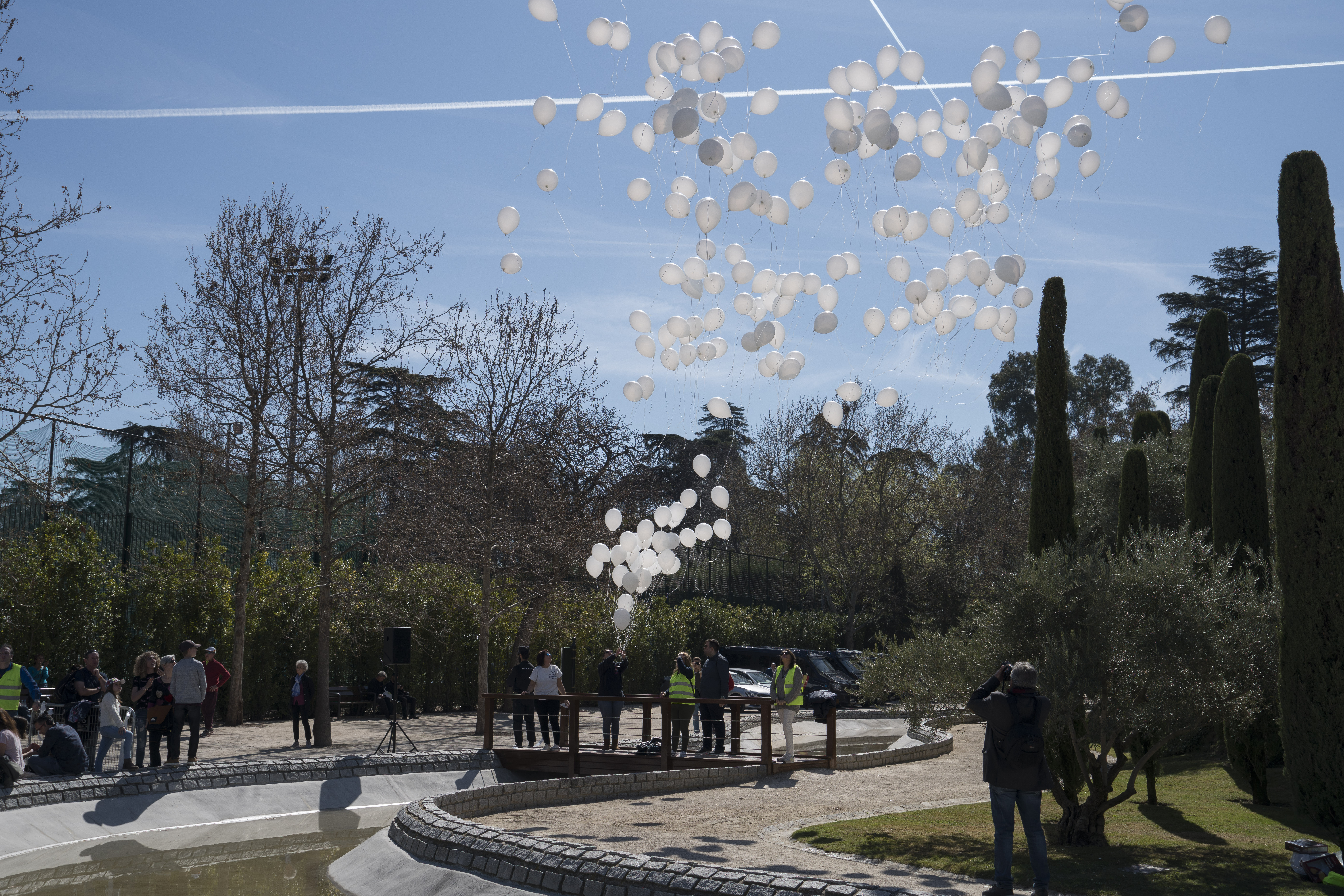
Homenatge al Bosc dels Absents de Madrid durant el Dia Europeu de les Víctimes del Terrorisme de 2020

L'11 de març de 2004 el Parlament Europeu va aprovar una resolució hores després dels atemptats a la xarxa ferroviària de la capital espanyola, en els quals van morir assassinades fins a 191 persones i 1.800 ferits. El text institucional postulava que «declara el seu suport i la seua solidaritat amb les víctimes del terrorisme i els seus familiars, així com amb les organitzacions i col·lectius que els emparen. Per açò, recomana que la Unió Europea prengui la iniciativa a escala mundial per instituir un Dia Internacional de les Víctimes del Terrorisme i, en este sentit, demana a la Comissió que transmeti al Consell de Justícia i Afers Interiors la proposta de fixar immediatament un dia europeu en memòria i record a les víctimes del terrorisme, i proposa la data de l'11 de març per a la seua celebració».
Dies després, el 25 de març d'eixe mateix any, el Consell Europeu va aprovar explícitament eixa proposta del Parlament Europeu, fet pel qual es va ratificar la jornada per a tots els Estats membres de la Unió.

## Seguiment, connotacions i crítiques a la jornada
Esta jornada pretén recordar les pèrdues humanes perpetrades per grups terroristes, malgrat que aquest concepte és jurídicament confús i variable entre territoris i legislacions i pot fer referència a des de grups armats, fins al terrorisme d'Estat o àdhuc aplicat a la dissidència política. També ho és a l'hora d'establir qui és i qui no és una víctima de terrorisme i pot resultar especialment controvertit quan la decisió rau en l'Estat. Eixa fon precisament la conjuntura de l'atemptat de Madrid, en el qual una de les polèmiques més crues va ser a l'hora de circumscriure les víctimes i homenatjar-les oficialment, atesos els interessos de l'Associació de Víctimes del Terrorisme (AVT) per fer-hi encabir també els crims d'ETA i que a llarg termini va propiciar que el motiu principal del nomenament de l'11 de març haja acabat descontextualitzat.
A més a més, després dels atemptats de l'islamisme integrista de l'11 de setembre de 2001 als EUA, de l'11 de setembre a Madrid i del 7 de juliol del 2005 a Londres, diverses legislacions europees es van endurir considerablement i van refer dràsticament la seua tipificació quant a la concepció i l'abast de què és el terrorisme, amb certes limitacions als drets fonamentals.
A la pràctica, s'ha documentat posteriorment que esta jornada no ha generat impacte ni incisió pública en els altres Estats membres europeus més enllà d'Espanya i les mateixes institucions europees, fet que genera dificultats a l'hora d'establir processos de memòria històrica col·lectiva transnacionals. Açò s'ha associat amb el gran ventall de dates en què han ocorregut atemptats com el de Madrid durant les darreres dècades i les grans diferències emocionals, culturals i en l'imaginari social de cada nació. La jornada apareix criticada sovint pel fet de constituir un dels molts dies d'indiferència col·lectiva al llarg del calendari anual i que devaluen els rituals i el dol a llarg termini.